# Anna Teresa Formisano
Anna Teresa Formisano (Cassino, 25 marzo 1956) è una politica italiana.
Laureata in Giurisprudenza, ha ricoperto il ruolo di deputata per l'Unione di Centro (UdC) nelle legislature XV e XVI, focalizzandosi su politiche sociali, familiari e del lavoro.

## Biografia
Anna Teresa Formisano si è laureata in Giurisprudenza e ha intrapreso la carriera di libera professionista prima di dedicarsi alla politica. Ha ottenuto il mandato di deputata per l'Unione di Centro (UdC) nelle legislature XV e XVI, rappresentando rispettivamente le circoscrizioni Lazio 2 e Lombardia 3. Nella XV legislatura ha già ricoperto il ruolo di deputata e alle elezioni politiche del 2008 è stata rieletta alla Camera dei deputati per la XVI legislatura, questa volta rappresentando la circoscrizione V Lombardia sempre per l'UDC.
Durante la sua lunga carriera parlamentare, Anna Teresa Formisano si è distinta per il suo impegno su diverse tematiche, con particolare attenzione alle politiche sociali, familiari e del lavoro. La sua presenza in parlamento ha contribuito significativamente alla discussione e all'implementazione di iniziative legislative volte a migliorare le condizioni di vita e di lavoro dei cittadini italiani.
Formisano ha avuto un ruolo attivo in diverse commissioni parlamentari e ha promosso varie iniziative legislative in favore delle famiglie, delle donne e dei bambini. Nel 2015, ha deciso di ritirarsi dalla politica attiva e ha iniziato a lavorare per la Fondazione Santa Lucia a Roma, concentrandosi sui rapporti istituzionali e dedicandosi ad attività che aiutano i più deboli.
Nonostante le voci che periodicamente la vedono coinvolta in nuove iniziative politiche locali, Formisano ha dichiarato più volte di non avere intenzione di tornare alla politica attiva e di essere soddisfatta del suo attuale impegno professionale fuori dal contesto politico.

## Libri
- Nel 2015, Anna Teresa Formisano ha pubblicato “ Papà, avevi ragione tu”, un libro dedicato alla figura del padre, Onofrio Formisano.
- Nel 2024 è uscito “Politica. Storia di una ragazza”, un’autobiografia in cui intreccia la sua vita personale con il suo impegno politico.